# Motolotnia

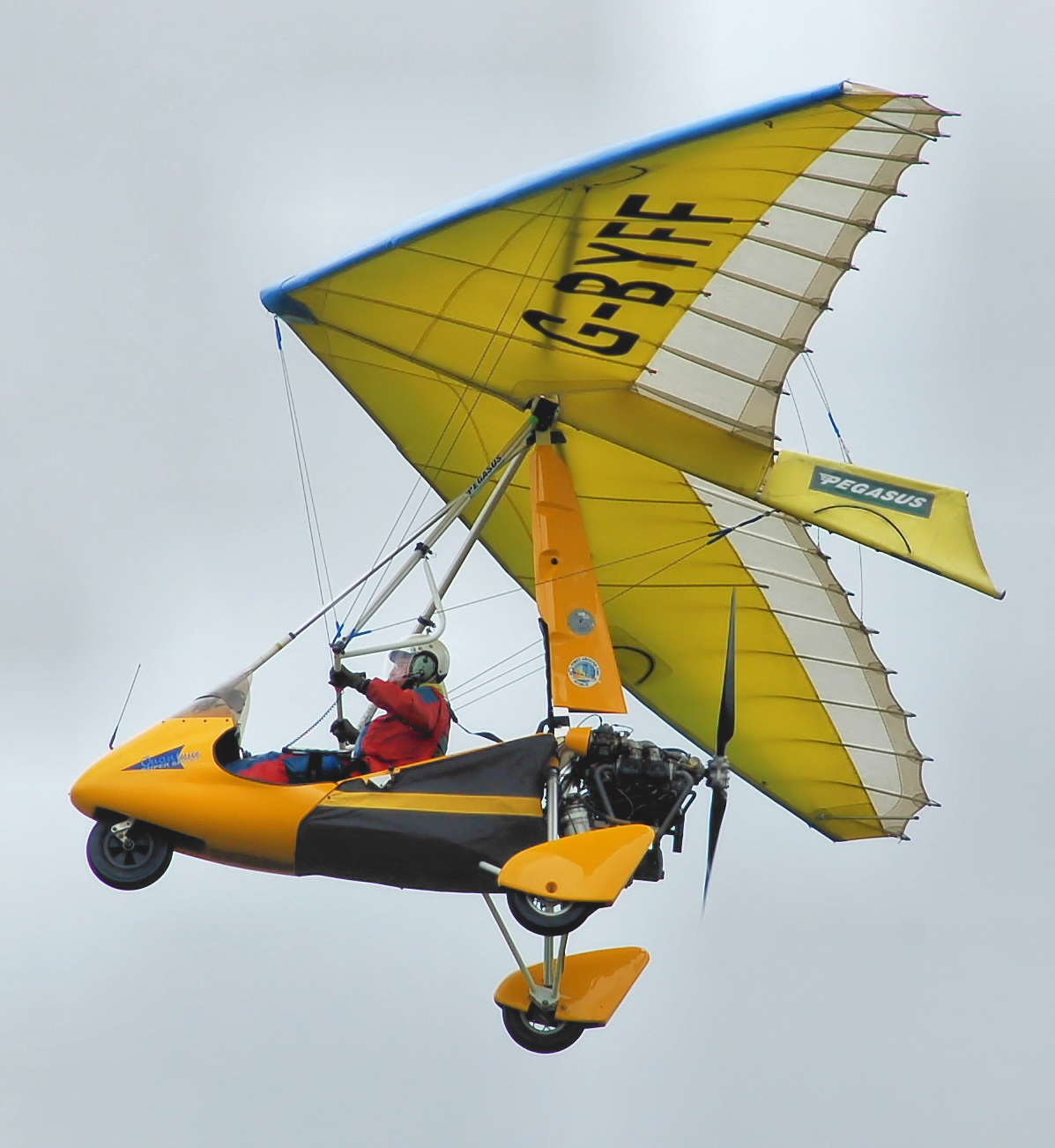
Motolotnia

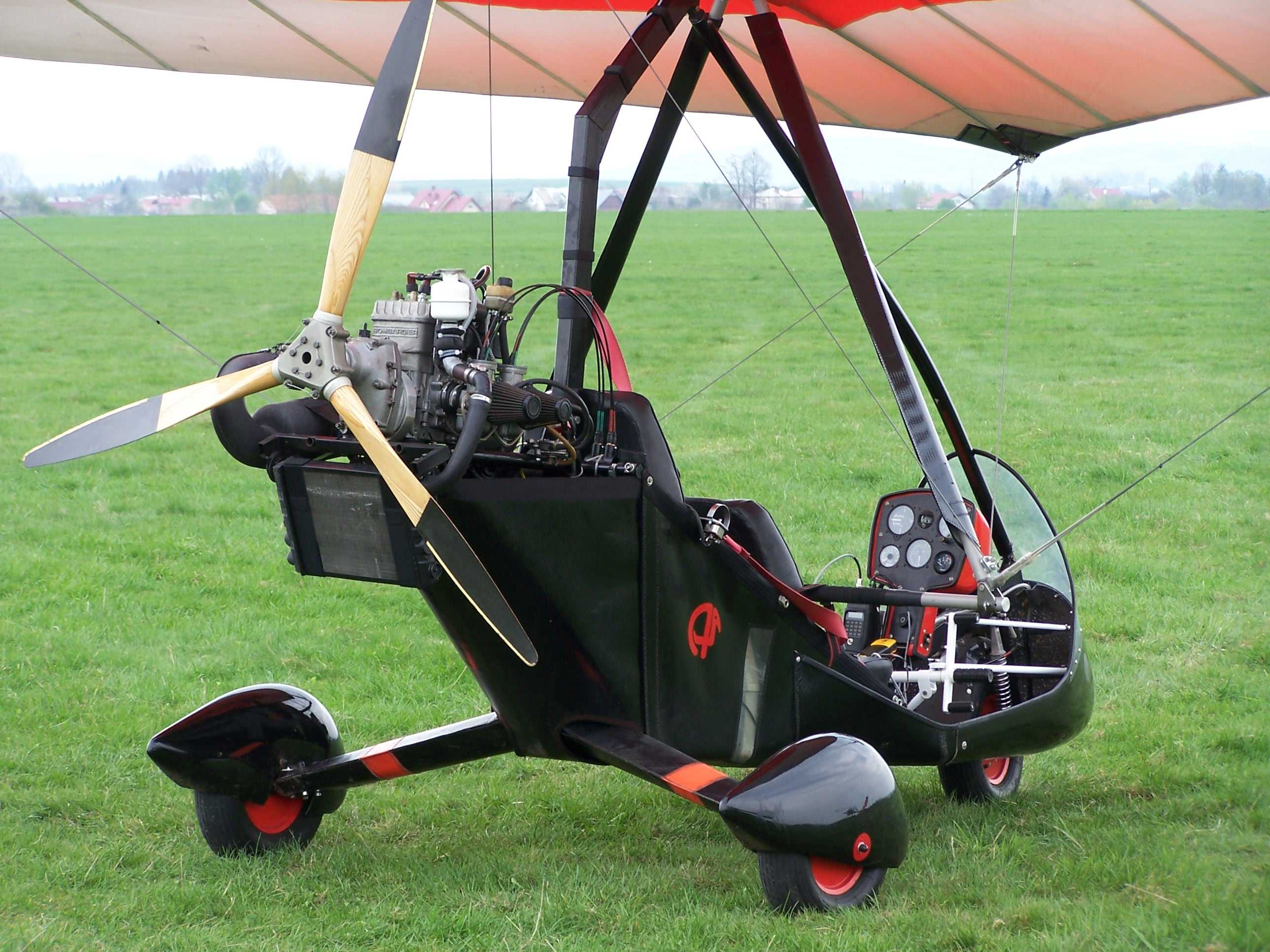
Motolotnia

Motolotnia – ultralekki statek powietrzny. Składa się ze skrzydła o konstrukcji analogicznej jak skrzydło lotni, ale o większej powierzchni i podwieszonego doń trójkołowego lub pływakowego wózka. Wózek ma jedno lub dwa miejsca siedzące oraz silnik ze śmigłem pchającym. Sterowanie motolotnią odbywa się poprzez przemieszczanie środka ciężkości za pomocą sterownicy.